# Trzy wieże w San Marino

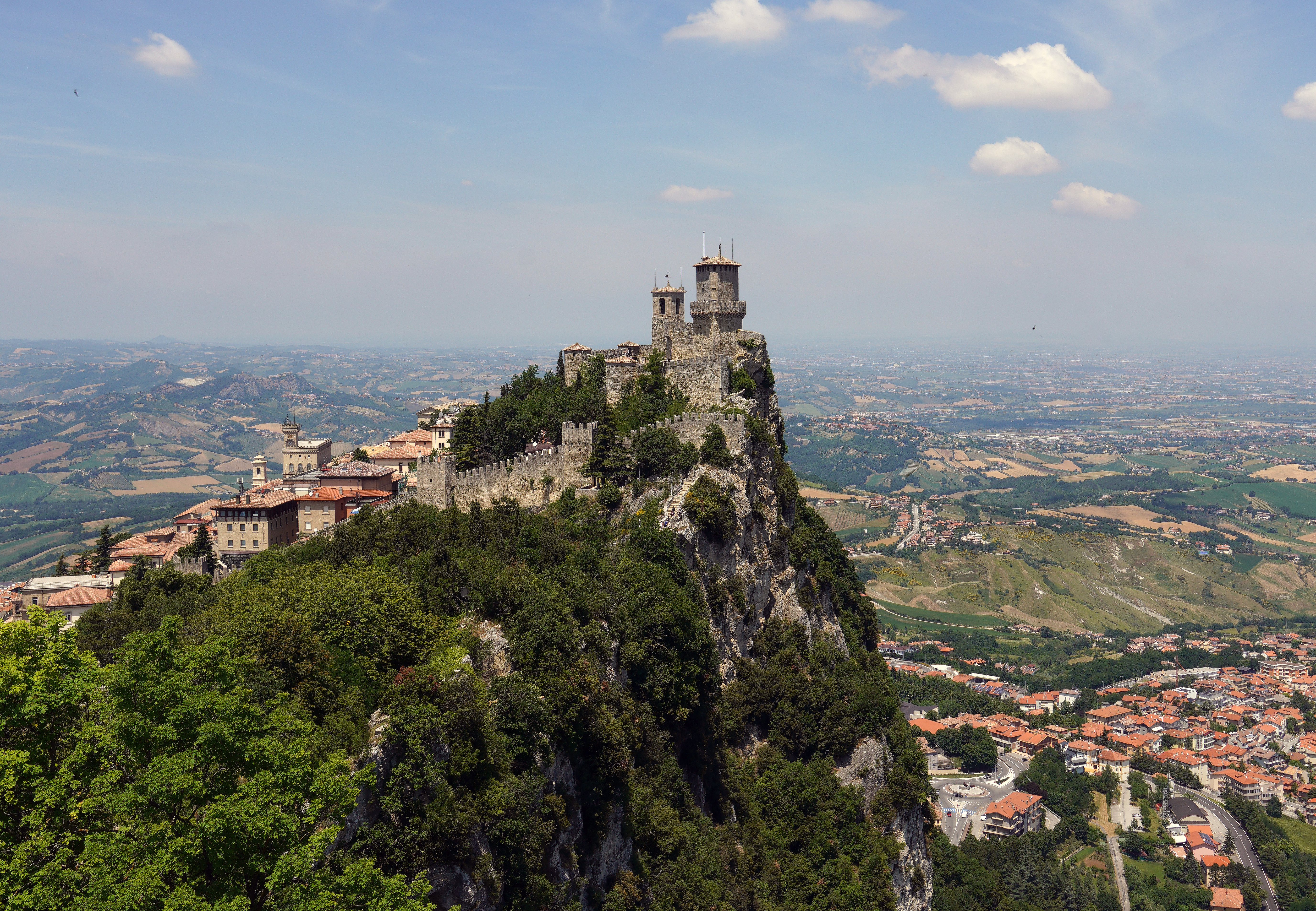
Guaita

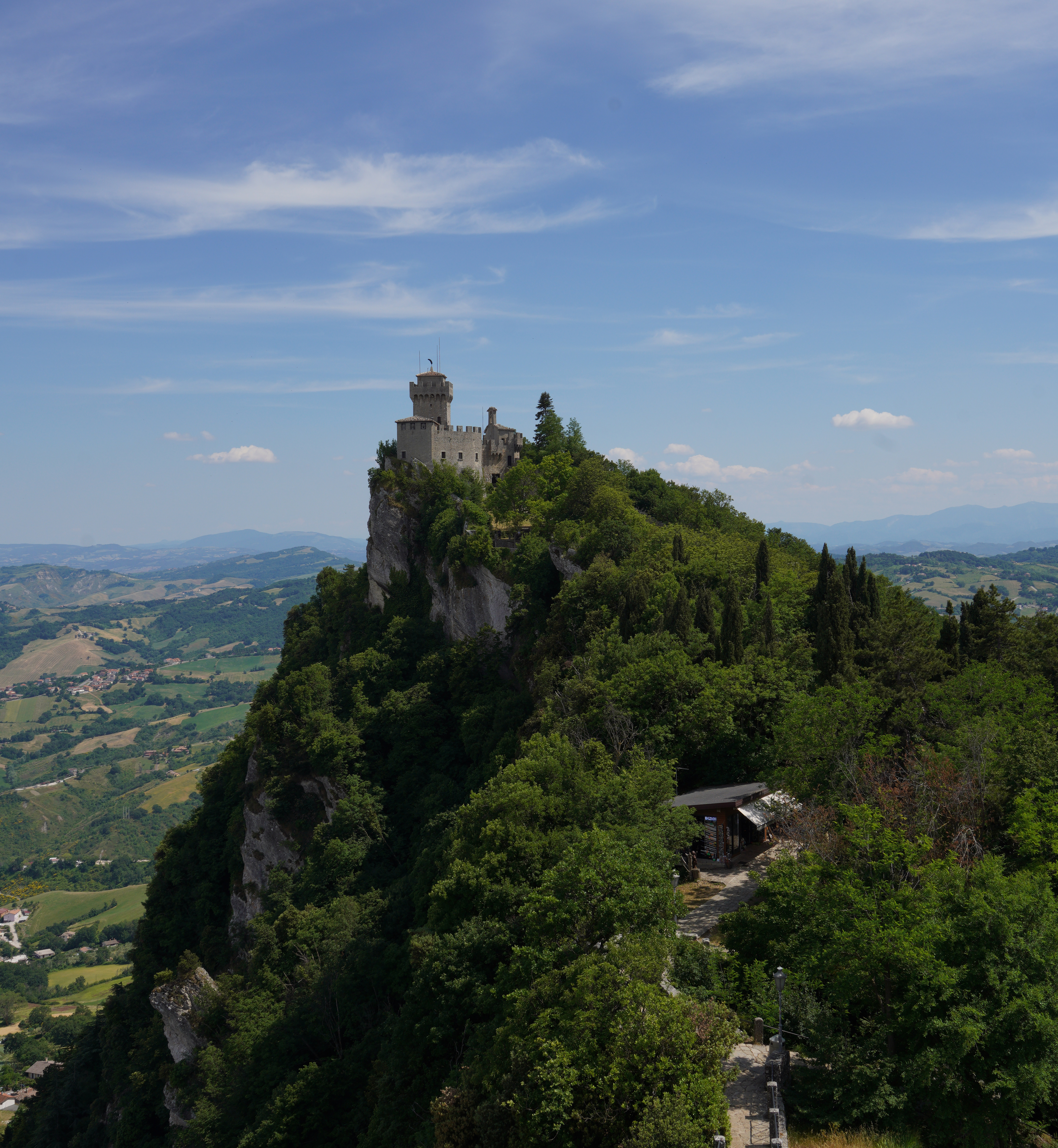
Cesta

Trzy wieże w San Marino – wieże znajdujące się na trzech szczytach góry Monte Titano. Ich wizerunek znajduje się na herbie San Marino oraz na monetach 1, 5 i 50 centów z tego kraju.

## Pierwsza wieża
Guaita jest najstarszą wieżą, zbudowaną w XI wieku. Przez jakiś czas służyła jako więzienie.

## Druga wieża
Cesta została zbudowana w XIII wieku na najwyższym szczycie Monte Titano. Obecnie mieści się w niej muzeum św. Maryna.

## Trzecia wieża
Montale została zbudowana w XIV wieku. Była wieżą strażniczą i pełniła ważną funkcję obronną miasta. Aktualnie jest zamknięta dla turystów.